# ティム・アイルランド
ティモシー・ニール・クリストファー・アイルランド（Timothy Neal Christpher Ireland、1953年3月14日 - ）は、アメリカ合衆国・カリフォルニア州オークランド出身の元プロ野球選手（内野手）。

## 来歴・人物
シャボー大学を経て、1973年のMLBドラフト25巡目でモントリオール・エクスポズに指名され契約。1981年にカンザスシティ・ロイヤルズでメジャーデビュー。
1983年に日本プロ野球（NPB）の広島東洋カープに入団。広島ではレギュラー二塁手としてガッツあふれるプレーをみせていたが、1984年10月7日の対読売ジャイアンツ戦にて、ホームクロスプレーで捕手村田真一と激突し骨折。10月13日から行われた日本シリーズには出場できなかった。同年11月22日にデーブ・レーシッチと共に自由契約となる。
1997年に福岡ダイエーホークスの臨時コーチ、1998年に台湾大連盟（TML）の声宝太陽で監督を務めた。その後、コロラド・ロッキーズのスカウトマンを務め、2001年にはアメリカ独立リーグのソノマ・カウンティ・クラッシャーズで監督を務めた。当時、同球団にはケビン・ミッチェルと古賀英彦がコーチとして在籍しており、佐々木誠も選手として在籍するなど、日本色の強いチームとなっていた。
広島に所属していた2年間に隠し球を数回成功させている。中には、自らのエラーで併殺が完成しなかったのを事実上帳消しにした見事な隠し球もあった。高木豊の話では脇の間にボールを挟み、両手を差し出して“ボールないよ”とおどけていた事があるという（プロ野球ニュース、2007年8月22日）。声宝太陽監督の時も、隠し球を数回成功させている。ピンチのとき、外野手ひとりを内野へ呼び、「内野5人シフト」という特殊な守備配置も数回使用した。
一方、打撃時には、捕手前のフェアゾーンで大きくバウンドした打球をファウルボールと勘違いし、これを捕球した捕手にバッターボックスの中でタッチアウトにされるミスをしたこともある。
広島時代の応援歌の原曲は石川優子とチャゲ「ふたりの愛ランド」。同曲はその後、ランディ・ジョンソン、ウェイド・ロードンと広島の外国人打者に引き継がれている。

## 詳細情報

### 年度別打撃成績
| 年 度    | 球 団    | 試 合 | 打 席 | 打 数 | 得 点 | 安 打 | 二 塁 打 | 三 塁 打 | 本 塁 打 | 塁 打 | 打 点 | 盗 塁 | 盗 塁 死 | 犠 打 | 犠 飛 | 四 球 | 敬 遠 | 死 球 | 三 振 | 併 殺 打 | 打 率 | 出 塁 率 | 長 打 率 | O P S |
| -------- | -------- | ----- | ----- | ----- | ----- | ----- | -------- | -------- | -------- | ----- | ----- | ----- | -------- | ----- | ----- | ----- | ----- | ----- | ----- | -------- | ----- | -------- | -------- | ----- |
| 1981     | KC       | 4     | 0     | 0     | 1     | 0     | 0        | 0        | 0        | 0     | 0     | 1     | 0        | 0     | 0     | 0     | 0     | 0     | 0     | 0        | ----  | ----     | ----     | ----  |
| 1982     | KC       | 7     | 8     | 7     | 2     | 1     | 0        | 0        | 0        | 1     | 0     | 0     | 0        | 0     | 0     | 1     | 0     | 0     | 1     | 0        | .143  | .250     | .143     | .393  |
| 1983     | 広島     | 96    | 350   | 321   | 39    | 94    | 17       | 0        | 12       | 147   | 44    | 8     | 2        | 3     | 2     | 21    | 1     | 3     | 27    | 4        | .293  | .340     | .458     | .798  |
| 1984     | 広島     | 108   | 292   | 264   | 31    | 67    | 11       | 0        | 6        | 96    | 23    | 4     | 7        | 6     | 0     | 19    | 1     | 3     | 20    | 3        | .254  | .311     | .364     | .675  |
| MLB：2年 | MLB：2年 | 11    | 8     | 7     | 3     | 1     | 0        | 0        | 0        | 1     | 0     | 1     | 0        | 0     | 0     | 1     | 0     | 0     | 1     | 0        | .143  | .250     | .143     | .393  |
| NPB：2年 | NPB：2年 | 204   | 642   | 585   | 70    | 161   | 28       | 0        | 18       | 243   | 67    | 12    | 9        | 9     | 2     | 40    | 2     | 6     | 47    | 7        | .275  | .327     | .415     | .742  |

### 個人記録
- 初出場：1983年4月9日、対中日ドラゴンズ戦（ナゴヤ球場）、7番・二塁手で先発出場
- 初打席：同上、2回に小松辰雄の前に凡打
- 初盗塁：同上、6回に二盗
- 初安打：1983年5月10日、対読売ジャイアンツ戦（広島市民球場） 江川卓から単打
- 初打点：1983年5月26日、対読売ジャイアンツ戦（広島市民球場）、7回に新美敏の代打で出場、定岡正二から適時打
- 初本塁打：1983年5月29日、対横浜大洋ホエールズ戦（広島市民球場）、遠藤一彦からソロ

### 背番号
- 17 （1981年）
- 15 （1982年、1998年）
- 4 （1983年 - 1984年）